# Egeordensbånd
Egeordensbånd (Catocala promissa) er en sommerfugl, der tilhører familien Erebidae. Arten er ret sjælden i Danmark.